# Michael D. Ford
Michael Dickins Ford (Godstone, 1928. június 11. – 2018. május 31.) kétszeres Oscar-díjas angol látványtervező.

## Filmjei
A művészeti részleg tagjaként
- Up the Front (1972)
- The Adventurer (1972–1974, tv-sorozat, 26 epizód)
- Take Me High (1973)
- Girl Stroke Boy (1973)
- The Protectors (1974, tv-sorozat, négy epizód)
- Star Maidens (1976, tv-sorozat, 13 epizód)
- Alfa holdbázis (Space: 1999) (1976–1977, tv-sorozat, 24 epizód)
- The New Avengers (1977, tv-sorozat, hat epizód)
- Wombling Free (1978)
- Destination Moonbase-Alpha (1978, tv-film)

Díszlettervezőként
- The Adventurer (1972, tv-sorozat, egy epizód)
- A Birodalom visszavág (Star Wars: Episode V - The Empire Strikes Back) (1980)
- Az elveszett frigyláda fosztogatói (Raiders of the Lost Ark) (1981)
- A Jedi visszatér (Star Wars: Episode VI - Return of the Jedi) (1983)
- The Chain (1984)
- Visszatérés Óz földjére (Return to Oz) (1985)
- Lime Street (1985, tv-sorozat, egy epizód)
- Ifjú Sherlock Holmes és a félelem piramisa (Young Sherlock Holmes) (1985)
- Halálos rémületben (The Living Daylights) (1987)
- A Nap birodalma (Empire of the Sun) (1987)
- Perzselő szenvedélyek (Consuming Passions) (1988)
- A magányos ügynök (Licence to Kill) (1989)
- Beverly Hills meghódítása (The Taking of Beverly Hills) (1991)
- Muppeték karácsonyi éneke (The Muppet Christmas Carol) (1992)
- Nostradamus (1994)
- Aranyszem (GoldenEye) (1995)
- Titanic (1997)
- Wing Commander – Az űrkommandó (Wing Commander) (1999)

## Díjai
- Oscar-díj (1982, a Az elveszett frigyláda fosztogatói című filmért, Norman Reynolds-cal, Leslie Dilley-vel)
- Oscar-díj (1997, az Titanic című filmért, Peter Lamonttal)